# Exaeretia lutosella
Exaeretia lutosella is een vlinder uit de familie grasmineermotten (Elachistidae). De wetenschappelijke naam is voor het eerst geldig gepubliceerd in 1854 door Herrich-Schäffer.
De soort komt voor in Europa.